# Stallhofen
Stallhofen è un comune austriaco di 3 096 abitanti nel distretto di Voitsberg, in Stiria; ha lo status di comune mercato (Marktgemeinde).